# Brandon Victor Dixon
Brandon Victor Dixon (Gaithersburg, 23 settembre 1981) è un attore, cantante e produttore teatrale statunitense.

## Biografia
Ha studiato alla Columbia University e al Balliol College dell'Università di Oxford. Ha debuttato a Broadway nel 2005 con il musical tratto da Il colore viola e per la sua performance nel ruolo di Harpo è stato candidato al Tony Award al miglior attore non protagonista in un musical. Nel 2010 ha recitato nell'Off-Broadway nel musical di John Kander e Fred Ebb The Scottsboro Boys: per la sua interpretazione nel ruolo di Haywood Patterson è stato candidato al Drama Desk Award e quando il musical fu messo in scena a Londra nel 2014, Dixon ha ricevuto una nomination al prestigioso Laurence Olivier Award al miglior attore in un musical. Sempre nel 2011 ha interpretato Tom Collins nel revival dell'Off Broadway del musical Premio Pulitzer Rent. Nel 2013 ha recitato nuovamente a Broadway, nel musical Motown: The Musical, per cui è stato candidato al Drama League Award.
Nel 2016 torna a Broadway nel musical Shuffle Along, or, the Making of the Musical Sensation of 1921 and All That Followed, in cui interpreta il compositore Eubie Blake accanto alle stelle di Broadway Audra McDonald, Billy Porter e Brian Stokes Mitchell. Per la sua interpretazione nel ruolo di Blake è stato candidato al Tony Award al miglior attore non protagonista in un musical per la seconda volta. Nel luglio dello stesso anno sostituisce Leslie Odom Jr. nel ruolo di Aaron Burr nel musical Premio Pulitzer Hamilton, in cartellone al Richard Rodgers Theatre di Broadway.
All'attività principale di attore ha associato anche quella di produttore teatrale. Nel 2014 ha co-prodotto un adattamento teatrale di Uomini e topi in scena a Broadway con James Franco (candidato al Drama Desk Award per il miglior revival di un'opera teatrale) e il revival di Broadway del musical Hedwig and the Angry Inch con Neil Patrick Harris (vincitore del Tony Award al miglior revival di un musical). Nel 2019 interpreta Giuda in una speciale produzione televisiva della NBC di Jesus Christ Superstar, con John Legend, Alice Cooper e Sara Bareilles; per la sua interpretazione viene candidato all'Emmy al miglior attore non protagonista in una miniserie o film. Nel 2024 recita a Broadway in Hell's Kitchen, ottenendo una candidatura al Tony Award; per l'incisione discografica dello show vince il Grammy Award al miglior album di un musical teatrale nel 2025.

## Teatro

### Attore
- House of Flowers, libretto di Truman Capote, colonna sonora di Harold Arlen, regia di Kathleen Marshall. New York City Center di New York (2003)
- The Lion King, libretto di Roger Allers e Irenece Mecchi, colonna sonora di Elton John, regia di Julie Taymor. Tournée statunitense (2003)
- The Color Purple, libretto di Marsha Norman, colonna sonora di Brenda Russell, Allee Willis e Stephen Bray, regia di Gary Griffin. Broadway Theatre di Broadway (2005) e tournée statunitense (2007)
- The Scottsboro Boys, libretto di David Thompson e Fred Ebb, colonna sonora di John Kander, regia di Susan Stroman. Vineyard Theatre dell'Off-Broadway (2010)
- Duke Ellington's Cotton Club Parade, di Jack Viertel, regia di Warren Carlyle. New York City Center di New York (2011)
- Rent, libretto e colonna sonora di Jonathan Larson, regia di Michael Greif. New York Stages dell'Off-Broadway (2011)
- Far From Haven, libretto di Richard Greenberg, testi di Michael Korie, colonna sonora di Scott Frankel, regia di Michael Greif. Williamstown Theatre Festival di Williamstown (2012)
- Motown the Musical, libretto di Berry Gordy, colonna sonora dal Legendary Motown Catalogue, regia di Charles Randolph-Wright. Lunt-Fontanne Theatre di Broadway (2013)
- The Scottsboro Boys, libretto di David Thompson e Fred Ebb, colonna sonora di John Kander, regia di Susan Stroman. Garrick Theatre di Londra (2014)
- The Wild Party, libretto e colonna sonora di Andrew Lippa, regia di Leigh Silverman. New York City Center di New York (2015)
- Public Works: The Odyssey, libretto e colonna sonora di Todd Almond, regia di Lear deBessonet. Delaorte Theatre dell'Off-Broadway (2015)
- Shuffle Along, or, the Making of the Musical Sensation of 1921 and All That Followed, libretto e regia di George C. Wolfe, testi di Noble Sissle, colonna sonora di Eubie Blake. Music Box Theatre di Broadway (2016)
- Hamilton, libretto e colonna sonora di Lin-Manuel Miranda, regia di Thomas Kail. Richard Rodgers Theatre di Broadway (2016)
- The Red Letter Play: Fucking A, di Suzan-Lori Parks, regia di Jo Bonney. Alice Griffin Jewel Box Theatre dell'Off-Broadway (2017)
- Next to Normal, libretto di Brian Yorkey, colonna sonora di Tom Kitt, regia di Michael Greif. Kennedy Center di Washington (2019)
- Chicago, libretto di Fred Ebb e Bob Fosse, colonna sonora di John Kander, regia di Walter Bobbie. Ambassador Theatre di Broadway (2022)
- Hell's Kitchen, libretto di Kristoffer Diaz, colonna sonora di Alicia Keys, regia di Michael Greif. Shubert Theatre di Broadway (2024)

### Produttore
- Uomini e topi, da John Steinbeck, regia di Anna D. Shapiro. Longacre Theatre di Broaway (2014)
- Hedwig and the Angry Inch, libretto di John Cameron Mitchell, colonna sonora di Stephen Trask, regia di Michael Mayer. Belasco Theatre di Broadway (2014)
- Moulin Rouge!, libretto di John Logan, colonna sonora di autori vari, regia di Alex Timbers. Al Hirschfeld Theatre di Broadway (2019)

## Filmografia

### Televisione
- Una vita da vivere - serie TV, 2 episodi (2006)
- Criminal Intent - serie TV, 1 episodio (2009)
- The Good Wife - serie TV, 1 episodio (2010)
- Power - serie TV, 17 episodi (2017-oggi)
- Jesus Christ Superstar Live in Concert - film TV (2018)